# Liopropomatidae
Die Liopropomatidae sind eine Familie kleiner Meeresfische aus der Ordnung der Barschartigen (Perciformes). Sie kommen mit über 40 Arten küstennah in allen tropischen, subtropischen und warm-gemäßigten Weltmeeren vor. Die Familie wird in zwei Unterfamilien unterteilt, die Liopropomatinae und die Diploprioninae. Der Unterschied zwischen diesen beiden Unterfamilien liegt in einem giftigen, bitter schmeckenden Hautschleim (Grammistine), über den die Diploprioninae wie die verwandten Seifenbarsche (Grammistidae) verfügen, der aber bei den Liopropomatinae nicht nachgewiesen werden konnte.

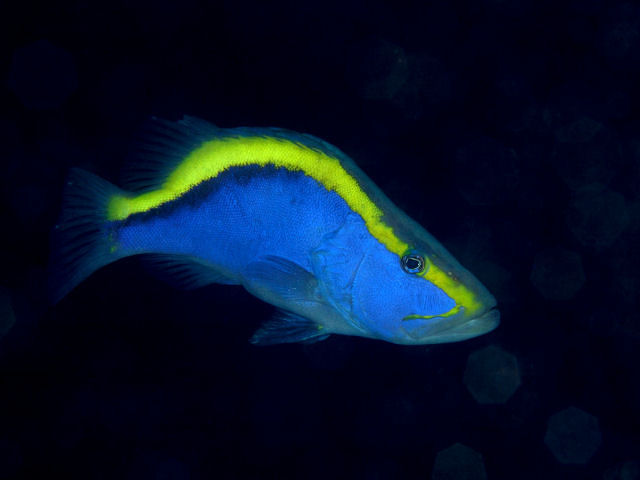
Aulacocephalus temminckii

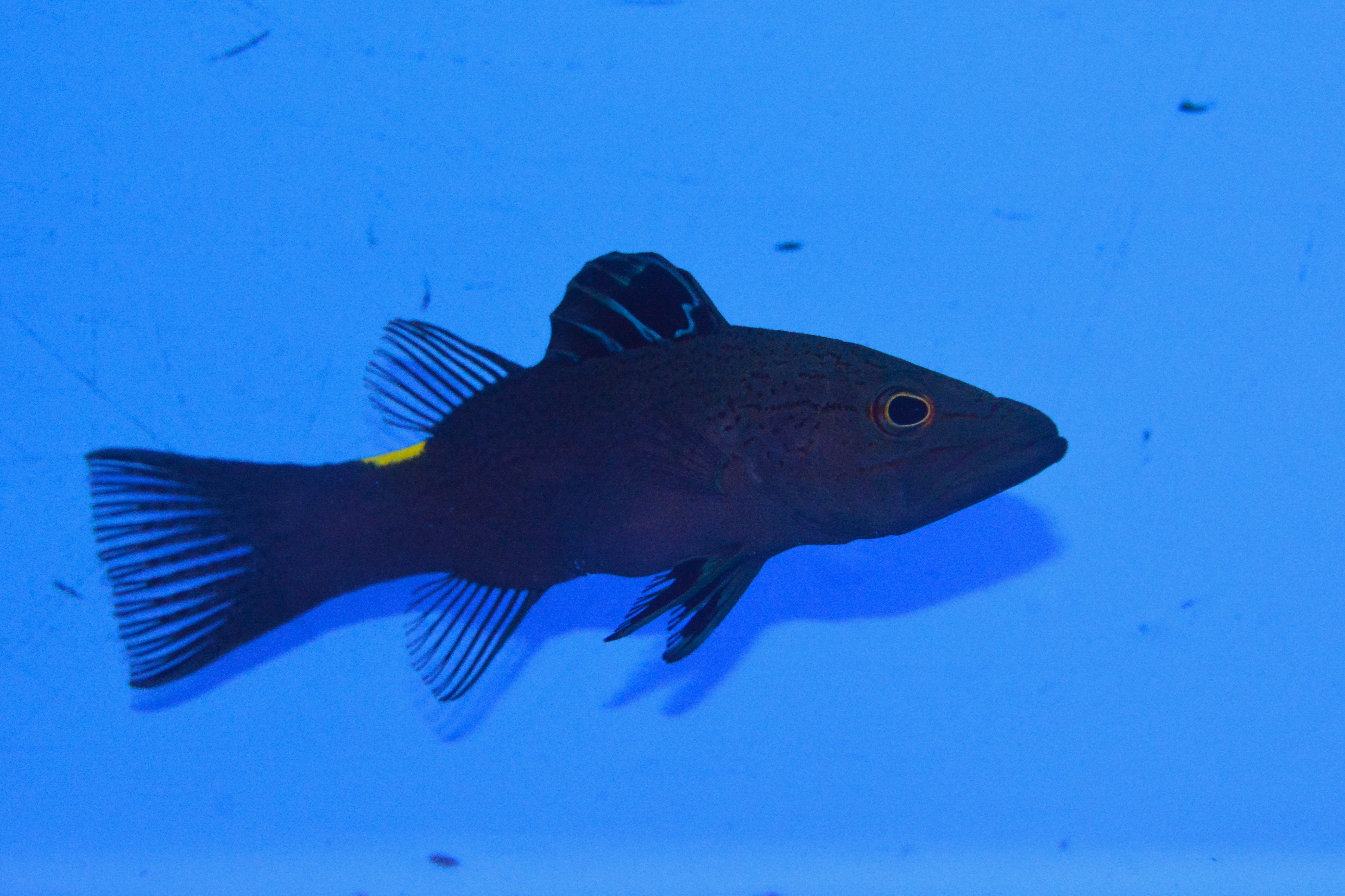
Belonoperca chabanaudi

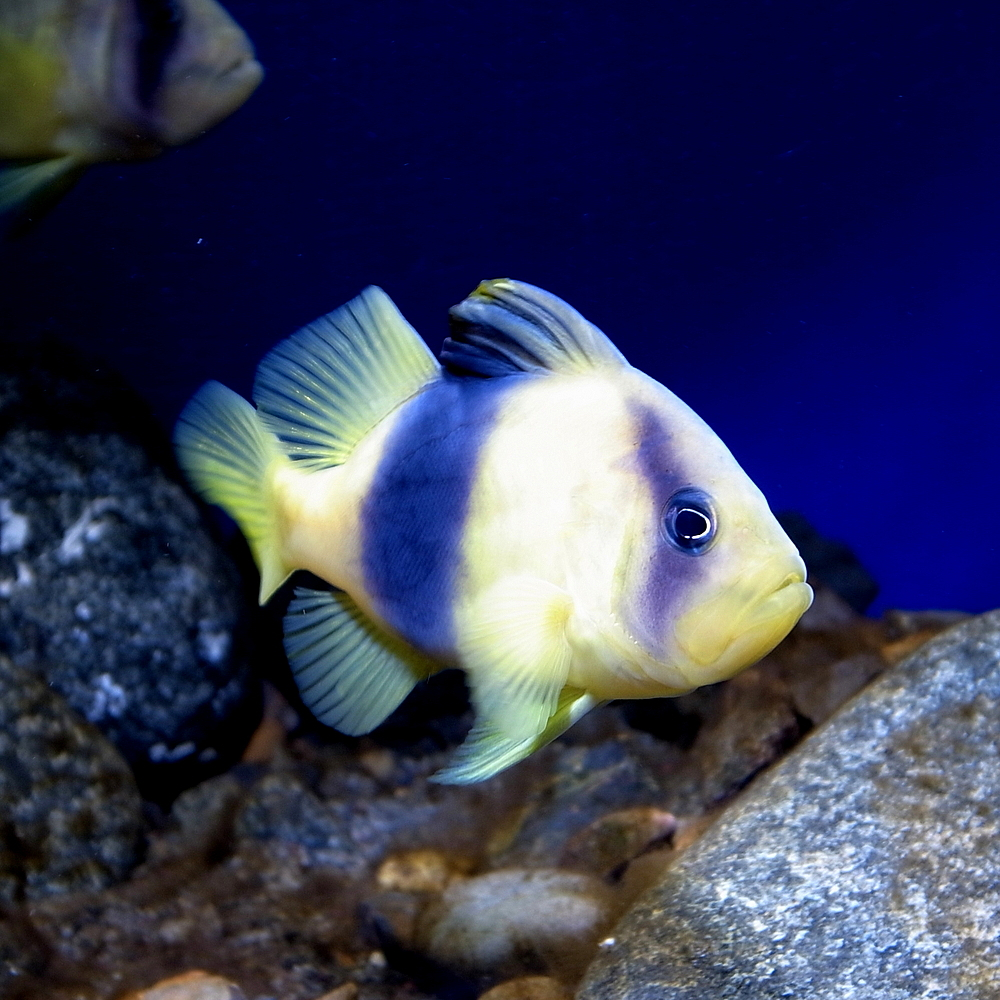
Diploprion bifasciatum

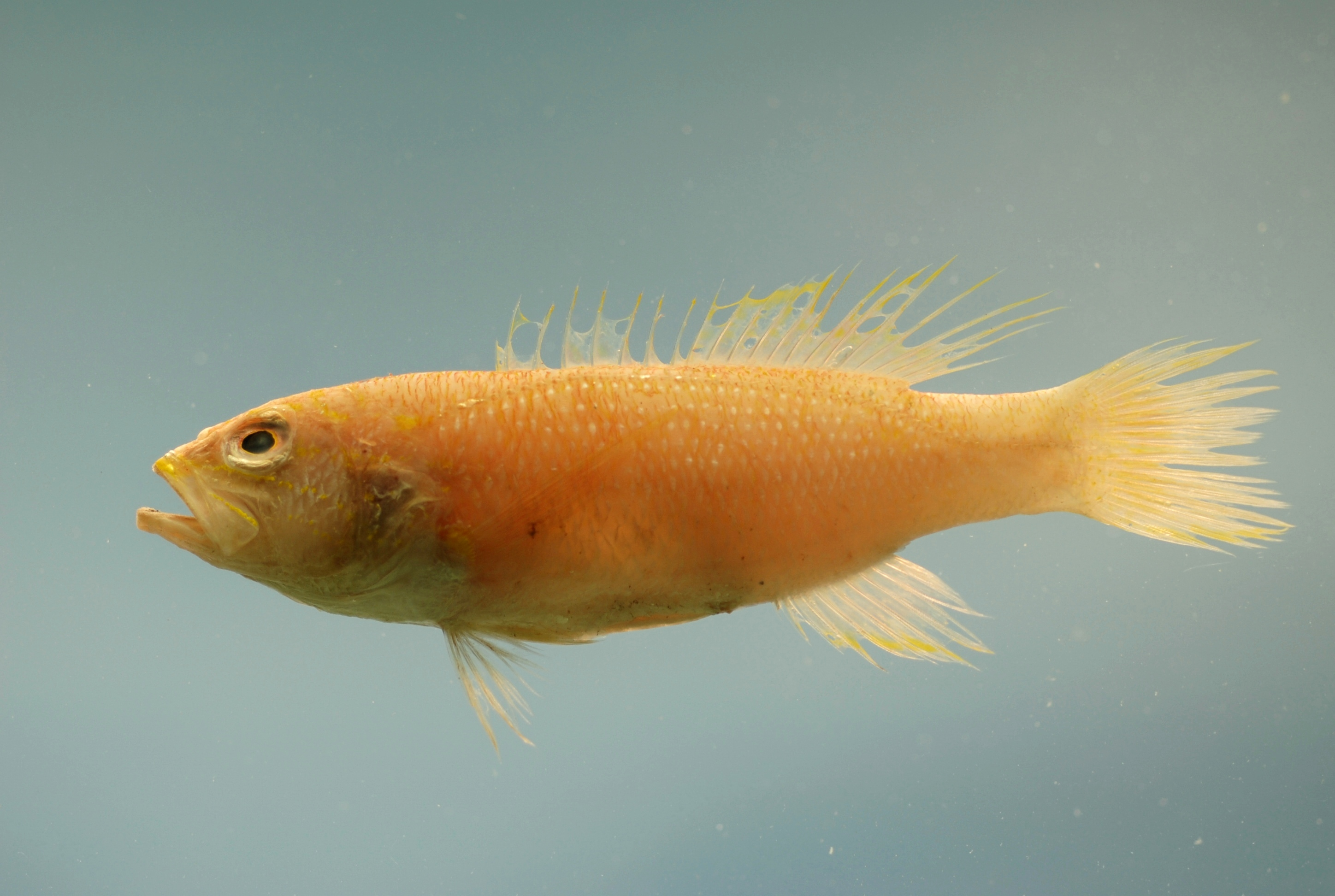
Bathyanthias mexicanus

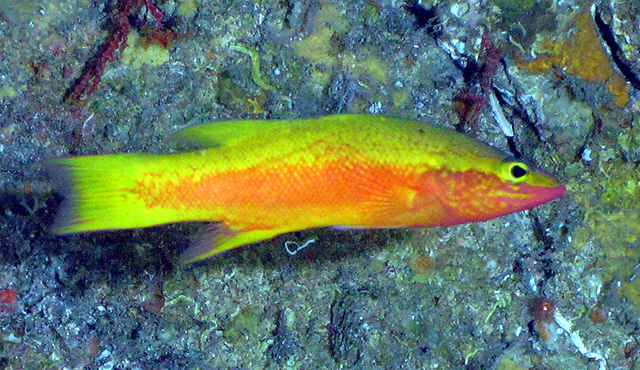
Liopropoma aberrans

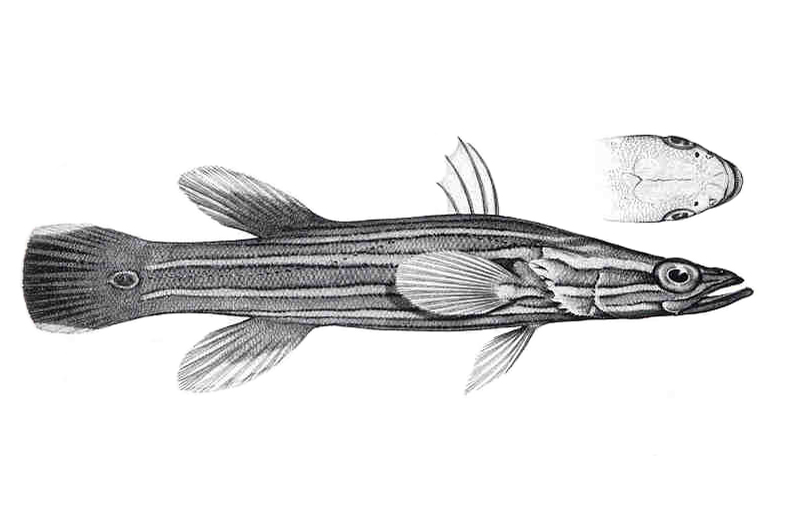
Rainfordia opercularis

## Merkmale
Die Liopropomatidae werden 5 bis 40 cm lang und ähneln kleinen Zackenbarschen (Epinephelidae), sind teilweise aber erheblich schlanker (Rainfordia) bzw. hochrückiger (Diploprion). In der Regel sind sie auffällig gefärbt und oft zeigen sie ein Streifenmuster. Diagnostische Merkmale, die die Verwandtschaft der beiden Unterfamilien begründen und die die Liopropomatidae von Zackenbarschen, Seifenbarschen und anderen verwandten Barschfamilien abgrenzen, sind unter anderem der dünne und gebogene erste Flossenstrahl der Rückenflosse (kräftig und entlang der gesamten Länge mit gut entwickelten Flanschen bei den Verwandten), die sich im Larvenstadium der Fische spät entwickelnden Bauchflossen (früh entwickelt bei den Verwandten) sowie weitere Unterschiede in der Flossenstrahlen- und Schädelmorphologie.

## Systematik
1867 prägte der kubanische Naturforscher Felipe Poey die Bezeichnung Liopropomatina für eine Gruppe kleiner, barschartiger Meeresfische von Kuba, 1874 führte der niederländische Ichthyologe Pieter Bleeker den Namen Diplopriontini für eine Gruppe kleiner, barschartiger Fische aus dem Malaiischen Archipel ein.
Lange Zeit wurden beide Taxa als Unterfamilien bzw. Tribus den Sägebarschen (Serranidae) oder Zackenbarschen zugeordnet, die Gattungen der Diploprioninae wurden zeitweise auch direkt in die Familie der Seifenbarsche gestellt. In FishBase und in Eschmeyer's Catalog of Fishes Classification, zwei Onlinedatenbank zur Fischsystematik, werden die Liopropomatidae seit 2022/23 als eigenständige Familie geführt. Die Schwestergruppe der Liopropomatidae sind die Seifenbarsche.
Die Verwandtschaft der Liopropomatidae zu den anderen serraniden Barschfamilien zeigt das folgende Kladogramm:
|                 | Seifenbarsche (Grammistidae)                                       |
|                 |                                                                    |
| Liopropomatidae | \| \| Liopropomatinae \| \| \| \| \| \| Diploprioninae \| \| \| \| |
|                 | \| \| Liopropomatinae \| \| \| \| \| \| Diploprioninae \| \| \| \| |
|                 | Liopropomatinae                                                    |
|                 |                                                                    |
|                 | Diploprioninae                                                     |
|                 |                                                                    |

|  | Liopropomatinae |
|  |                 |
|  | Diploprioninae  |
|  |                 |

|                 | Seifenbarsche (Grammistidae)                                       |
|                 |                                                                    |
| Liopropomatidae | \| \| Liopropomatinae \| \| \| \| \| \| Diploprioninae \| \| \| \| |
|                 | \| \| Liopropomatinae \| \| \| \| \| \| Diploprioninae \| \| \| \| |
|                 | Liopropomatinae                                                    |
|                 |                                                                    |
|                 | Diploprioninae                                                     |
|                 |                                                                    |

|  | Liopropomatinae |
|  |                 |
|  | Diploprioninae  |
|  |                 |

|                 | Seifenbarsche (Grammistidae)                                       |
|                 |                                                                    |
| Liopropomatidae | \| \| Liopropomatinae \| \| \| \| \| \| Diploprioninae \| \| \| \| |
|                 | \| \| Liopropomatinae \| \| \| \| \| \| Diploprioninae \| \| \| \| |
|                 | Liopropomatinae                                                    |
|                 |                                                                    |
|                 | Diploprioninae                                                     |
|                 |                                                                    |

|  | Liopropomatinae |
|  |                 |
|  | Diploprioninae  |
|  |                 |

|                 | Seifenbarsche (Grammistidae)                                       |
|                 |                                                                    |
| Liopropomatidae | \| \| Liopropomatinae \| \| \| \| \| \| Diploprioninae \| \| \| \| |
|                 | \| \| Liopropomatinae \| \| \| \| \| \| Diploprioninae \| \| \| \| |
|                 | Liopropomatinae                                                    |
|                 |                                                                    |
|                 | Diploprioninae                                                     |
|                 |                                                                    |

|  | Liopropomatinae |
|  |                 |
|  | Diploprioninae  |
|  |                 |

## Gattungen und Arten
Zur Familie Liopropomatidae gehören zwei Unterfamilien mit drei bzw. vier Gattungen und insgesamt über 40 Arten.
- Unterfamilie Diploprioninae
  - Aulacocephalus Temminck & Schlegel, 1843
    - Aulacocephalus temminckii Bleeker, 1854

  - Belonoperca Fowler & Bean, 1930
    - Belonoperca chabanaudi Fowler & Bean, 1930
    - Belonoperca pylei Baldwin & Smith, 1998

  - Diploprion Cuvier (ex Kuhl & van Hasselt) in Cuvier & Valenciennes, 1828
    - Diploprion bifasciatum Cuvier, 1828
    - Diploprion drachi Roux-Estève, 1955
- Unterfamilie Liopropomatinae
  - Bathyanthias Günther, 1880
    - Bathyanthias cubensis (Schultz, 1958)
    - Bathyanthias mexicanus (Schultz, 1958)
    - Bathyanthias roseus Günther, 1880

  - Jeboehlkia Robins, 1967
    - Jeboehlkia gladifer Robins, 1967

  - Liopropoma Gill, 1861
    - (32 Arten)

  - Rainfordia McCulloch, 1923
    - Rainfordia opercularis McCulloch, 1923